# Parti du travail du peuple
Pour les articles homonymes, voir HEP.
Le Parti du travail du peuple (en turc : Halkın Emek Partisi, HEP) est un parti politique turc pro-kurde, fondé en 1990 et interdit en 1993. Sa succession politique est alors assumée par le Parti de la démocratie (DEP).

## Histoire

### Origine et création

#### Le SHP et le refus de reconnaître l'identité kurde
En octobre 1989, une délégation de sept députés du Parti social-démocrate populaire d'Erdal Inönü (Sosyaldemokrat Halkçı Parti, SHP) participe, à Paris, à une conférence intitulée « L'identité nationale kurde et les droits de l'homme ». Le 16 novembre, ils sont exclus de leur parti.
Pour protester contre cette décision, d'autres cadres du parti démissionnent. La section de Diyarbakir du SHP quitte en bloc le parti.

#### Autonomisation par la fondation d'un nouveau parti
Les dix députés démissionnaires annoncent, le 7 juin 1990, le lancement d'un nouveau parti : le Parti du travail du peuple. Parmi eux, on trouve Ahmet Türk , qui deviendra plus tard président du Parti de la société démocratique (DTP) , et le chanteur Arif Sağ. 
Fehmi Işıklar est élu président du nouveau parti, Ibrahim Aksoy est premier secrétaire.
Parmi les 81 membres fondateurs, on remarque la figure de proue intellectuelle du nationalisme kurde en Turquie, Musa Anter.

#### Assassinat de Vedat Aydın
Vedat Aydın, le président de la section de Diyarbakır du HEP, est retrouvé mort sur une route près de Malatya, le 7 juillet 1991, deux jours après que des hommes armés l'ont emmené de son domicile à Diyarbakır. Sa femme, Sükran Aydın, affirme que l'assassinat de son mari a constitué un tournant politique et qu'il y a eu une augmentation soudaine du nombre d'assassinats non élucidés dans la région sud-est de la Turquie après sa mort. Selon elle, le JİTEM, une unité clandestine au sein de la gendarmerie turque, est responsable de son assassinat.
Plus de 25 000 personnes participent à l'enterrement de Vedat Aydın à Diyarbakır. La cortège funèbre, harcelé par les forces de police. tourne au soulèvement populaire. La police ouvre le feu sur la foule. On dénombrera six morts et plus de 150 blessés. Le mouvement national kurde et la presse pro-kurde caractérisent l'événement comme le premier serhildan d'Amed (nom kurde de la ville Diyarbakır).

### Les élections de 1991
Quand le gouvernement annonce la tenue d'élections anticipées, la direction du parti comprend qu'il est peu probable qu'il puisse franchir le barrage des 10%. Il est donc décidé de former une coalition électorale avec le SHP.

#### Un parti kurde entre au parlement turc
Les élections du 20 octobre 1991 voient donc l'entrée de 22 députés du HEP à l'assemblée nationale turque.
Parmi eux, on compte Leyla Zana, Hatip Dicle, Remzi Kartal, Ahmet Türk, Selim Sadak et Zübeyir Aydar.

##### La «crise du serment»
Le 6 novembre 1991, lors de sa prestation de serment, la nouvelle députée de Diyarbakir Leyla Zana monte à la tribune en portant sur ses épaules un foulard aux couleurs nationales kurdes, vert, jaune et rouge. Elle prête serment suivant la formule officielle, inscrite dans la constitution, mais conclut en ajoutant : « je dédie ce serment à la fraternité entre les peuples turc et kurde ». De nombreux députés des autres partis protestent vivement.

##### La «crise des deux frères»
Le 26 décembre 1991, le député Mahmut Alınak déclare à la tribune :  « j'ai perdu deux frères; l'un était soldat, l'autre était un combattant du PKK ». Il est violemment expulsé de la tribune. 
Le 3 juillet 1992, le Procureur général de la république ouvre une procédure d'interdiction du HEP pour « mise en danger de l'intégrité territoriale de l'État et de la nation » et pour « développement d'activités politiques illégales ». Le 19 octobre, pour pallier une éventuelle interdiction, des proches du HEP fondent le Parti de la liberté et de la démocratie, le ÖZDEP (Özgürlük ve Demokrasi Partisi). 
Le 12 novembre 1992, pour protester contre la répression, 18 députés du HEP entament une grève de la fin qui va durer huit jours.

#### Les meurtres non élucidés et les membres du HEP
Au cours des années 1990, entre 1 500 et 3 000 personnes ont été victimes d'assassinats qui n'ont jamais été élucidés. Parmi elles, les membres et cadres du HEP ont payé un lourd tribut.  
Outre l'assassinat de Vedat Aydin, de nombreux autres membres du HEP ont été enlevés, torturés ou assassinés, souvent dans des circonstances peu claires. On peut mentionner le membre du HEP et militant de la Ligue des droits de l'homme (IHD) Sıddık Tan, assassiné le 21 juin 1991 à Batman par des inconnus, Abdurrahman Söğüt tué le 16 juillet 1992 à Nusaybin, Mehmet Emin Narin le 27 février 1992 à Nusaybin, Felemez Güneş le 19 juin à Silvan, le responsable du HEP pour Gaziantep Abdulsamet Sakık, tué le 3 novembre 1992, Sait Eren le 3 novembre à Diyarbakır, Rodi Demirkapı le 5 novembre 1992 à Kovancılar, Idris Çelik et Yusuf Solmaz le 1 et le 4 décembre 1992 à Antalya. La plupart de ces assassinats ont été mis sur le compte du Hezbollah turc . Or, des événements survenus bien plus tard, en janvier et février 2000, ont permis l’arrestation ou l'élimination de centaines de membres de ce Hizbullah turc. Les enquêtes ont révélé que, sous une façade islamiste radicale, la mystérieuse organisation était devenue depuis longtemps un instrument des services secrets turcs.  
En 1993, sont assassinés Habip Kılıç, Mehmet Sincar, Metin Özdemir, Mehmet Ertan, Davut Yalçınkaya, Cemal Akar. 
Selon Human Rights Watch (HRW), 71 membres et cadres du HEP ou de ses deux partis successeurs (le DEP et le HADEP) ont été assassinés entre 1991 et 1998.

### Interdiction et postérité
En raison de ses activités de promotion des droits culturels et politiques kurdes, il est interdit par la Cour constitutionnelle le 14 juillet 1993.
Le parti est remplacé par le Parti de la démocratie (DEP) créé en mai 1993 en prévision de son interdiction. Les 18 députés du HEP adhèrent en bloc au DEP.

#### Levée de l'immunité parlementaire
Le 2 mars 1994, l'assemblée nationale turque vote la levée de l'immunité parlementaire de cinq députés du HEP (Orhan Doğan, Hatip Dicle, Ahmet Türk, Sırrı Sakık et Mahmut Alınak), en raison de propos qu'ils auraient tenus aux États-Unis. Le lendemain, les cinq députés sont placés en garde à vue,.  
Le 17 mars 1994, Leyla Zana, Hatip Dicle, Selim Sadak et Orhan Doğan sont emprisonnés. Le 8 décembre, ils sont condamnés à quinze ans de prison pour « appartenance à une organisation illégale ».

## Les objectifs du HEP
Le HEP restera avant tout comme le premier parti ouvertement pro-kurde à avoir siégé au parlement turc.

### La paix par le dialogue
Le HEP a été accusé par le gouvernement, les médias et le parquet de n'être qu'une organisation pilotée en sous-main par le Parti des travailleurs du Kurdistan. 
Pourtant, ce que demandait le HEP était une solution pacifique au conflit par le dialogue. Pour cette raison, une délégation de six membres du HEP, dont Ahmet Türk, se rend le 16 avril 1993 au Liban, et rencontre des responsables du PKK, afin de demander le prolongement du cessez-le feu unilatéral que l'organisation armée avait décrété pour le Newroz, le nouvel an kurde. 